# Ахенбах, Освальд
Вильгельм О́свальд Густав А́хенбах (нем. Wilhelm Oswald Gustav Achenbach, 2 февраля 1827, Дюссельдорф — 1 февраля 1905, там же) — немецкий живописец-пейзажист, представитель дюссельдорфской школы.

## Биография

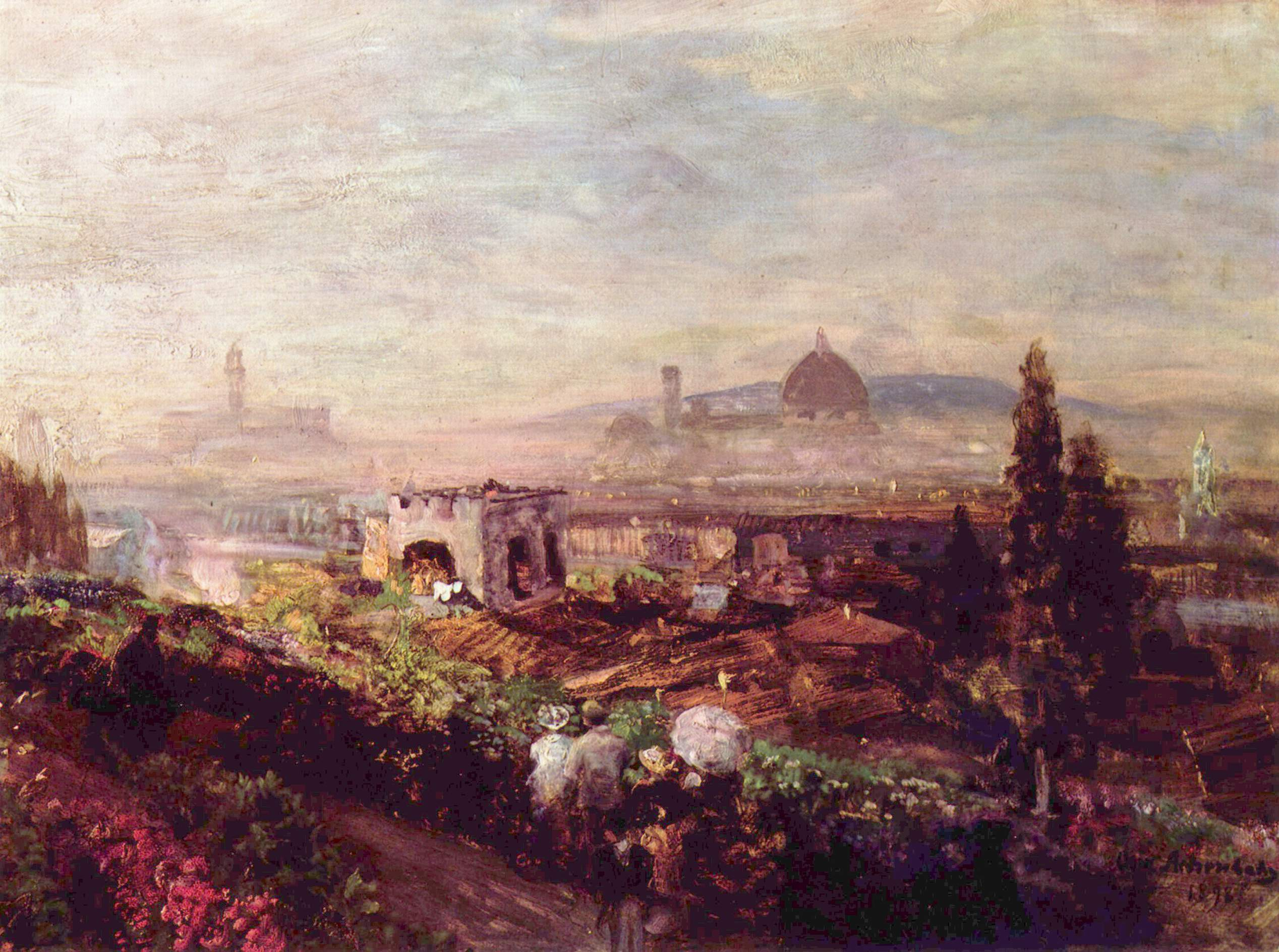
«Вид на Флоренцию» (1898). Музей изобразительного искусства, Дюссельдорф

Учился живописи в Академии художеств в Дюссельдорфе, у старшего брата Андреаса Ахенбаха. В 1845 году переехал в Баварию, затем в Италию. В Италии Ахенбах написал свои лучшие работы — пейзажи южной Италии, парады, праздничные процессии, сцены из народной жизни. В пейзажах уделял особое внимание световым контрастам. В 1863—1872 годах занимал должность профессора ландшафтной живописи в дюссельдорфской Академии художеств. Умер от воспаления лёгких. Картины Ахенбаха представлены во многих художественных галереях Европы и Америки, включая Музей Орсе и Эрмитаж в Санкт-Петербурге.
Представитель дюссельдорфской художественной школы.